# Sofie Vanrafelghem
Sofie Vanrafelghem (Brugge, 1982) is een Vlaamse biersommelier, docent bierkennis en schrijfster. Ze is internationaal actief als bierconsultante en werkt voor hotelscholen, brouwerijen en horeca.

## Biografie
Sofie Vanrafelghem begon rechten te studeren maar veranderde naar communicatiewetenschappen aan de universiteit van Gent. In 2010 behaalde ze haar master in communicatiewetenschappen. In 2006 volgde ze bij Syntra een cursus wijnsommelier. Later, in 2013, volgde ze bij Syntra een cursus zythologie te Gent. In 2012 startte ze met Sofies World. 
Vanrafeghem is ook docent Algemene Bierkennis bij CVO. Daarnaast is ze jurylid op de biercompetities Brussels Beer Challenge sinds 2013, World Beer Cup sinds 2014 en Mondial de la Bière.

## Eerbetoon
- 2014 - Ereridder van de roerstok[5]
- 2014 - Bierpersoonlijkheid van het jaar
- 2017 - Beste culinaire Ambassadeur van Vlaanderen[6]
- 2019 - Blauwe pluim Kuisem[7]

## Publicaties
Vanrafelghem schrijft sinds 2013 de biercolumn in De Standaard en schreef ook volgende boeken. 
- 100x proeven van Straffe streekbieren (2009) Co-auteur
- Tournée Générale, Trends & tradities (2013) geschreven in kader van de reeks Tournée Générale.[8]
- Bier, vrouwen weten waarom (2013)[9]
- Op café in Vlaanderen (2016)[10]